# Bimota BB2
La BB2 est un modèle de motocyclette du constructeur italien Bimota.
Lors du salon EICMA 2012, Bimota présente la BB2, deuxième modèle de la marque à être équipé d'un moteur BMW. Dans un premier temps, il s'agit d'un prototype destiné à recevoir les critiques du public.
Ce modèle n'était visible que derrière une vitre.
Le moteur est quatre cylindres en ligne, quatre temps, que l'on retrouve sur la BMW S 1000 RR.
Il développe 193 ch à 13 000 tr/min pour un couple de 11,2 mkg à 9 750 tr/min.
L'esthétique est l’œuvre de la société Sak_art design.
Le freinage est assuré par Brembo, grâce à deux disques de 320 mm de diamètre à l'avant, mordus par des étriers radiaux quatre pistons, et un simple disque de 220 mm de diamètre à l'arrière, pincé par un étrier double piston. La BB2 est équipée d'un ABS.
Côté partie cycle, le cadre et le bras oscillant sont ceux de la S1000RR. La fourche télescopique inversée est signée Öhlins.
Le phare provient de la V-Due, seul modèle à être équipé d'un moteur Bimota.
Les jantes sont fournies par OZ Racing.